# Buffonellodes ridleyi
Buffonellodes ridleyi är en mossdjursart som först beskrevs av William MacGillivray 1883.  Buffonellodes ridleyi ingår i släktet Buffonellodes och familjen Buffonellodidae. Inga underarter finns listade i Catalogue of Life.